# Pternistis clappertoni
El francolín de Clapperton (Pternistis clappertoni) es una especie de ave galliforme de la familia Phasianidae propia de África.

## Distribución
Se lo encuentra en Camerún, República Centroafricana, Chad, Eritrea, Etiopía, Mali, Mauritania, Niger, Nigeria, Sudán y Uganda.